# 6. Zerstörerflottille (Kriegsmarine)
Die 6. Zerstörerflottille war ein militärischer Verband der deutschen Kriegsmarine im Zweiten Weltkrieg.

## Geschichte
Die 6. Zerstörerflottille wurde im Mai 1940 aus den Zerstörern der aufgelösten 2., 3. und 4. Zerstörerflottille, die bei der Schlacht um Narvik nicht versenkt wurden, aufgestellt.
Die 6. Zerstörerflottille erhielt Z 5 Paul Jacobi, Z 6 Theodor Riedel, Z 7 Hermann Schoemann und Z 8 Brund Heinemann von der aufgelösten 2. Zerstörerflottille. Von der aufgelösten 3. Zerstörerflottille kam Z 20 Karl Galster und von der aufgelösten 4. Zerstörerflottille Z 10 Hans Lody. Die Unterstellung erfolgte unter den Führer der Zerstörer.
Nach der Aufstellung wurden die Zerstörer im Nordraum der Kriegsschiffgruppe Drontheim zugeordnet, verlegte aber im gleichen Jahr in den Westraum und agierte dann bis 1941 im Kanal und in der Biskaya. Anschließend kam die Flottille für Angriffe auf alliierte Geleitzüge und zur Absicherung eigener Geleitzüge wieder in den Nordraum. Ab 1944 war das Einsatzgebiet der Skagerrak und die Ostsee.
Z 8 wurde am 25. Januar 1942 versenkt und Z 7 am 2. Mai 1942. Die Flottille um drei Zerstörer (Z 35, Z 36 und Z 43) ergänzt. Am 12. Dezember 1944 gingen Z 35 und Z 36 bei Nebel in einer deutschen Minensperre verloren. Der Flottillenchef Kapitän zur See Friedrich Kothe kam beim Untergang von Z 35 um.
Im September 1942 war die Flottille gemeinsam mit der 5. Zerstörerflottille beim Unternehmen Sizilien eingesetzt. Die 6. Zerstörerflottille bestand bis Kriegsende.

## Zugehörige Einheiten
- Z 5 Paul Jacobi
- Z 6 Theodor Riedel
- Z 7 Hermann Schoemann
- Z 8 Brund Heinemann
- Z 10 Hans Lody
- Z 20 Karl Galster

Zusätzlich 1944
- Z 35
- Z 36
- Z 43

## Flottillenchefs
- Kapitän zur See Erich Bey: von der Aufstellung bis November 1940, vormals Chef der 4. Zerstörerflottille und zeitgleich Führer der Zerstörer
- Kapitän zur See Alfred Schulze-Hinrichs: von November 1940 bis April 1943
- Kapitän zur See Friedrich Kothe: von April 1943 bis Dezember 1944 (†), ehemaliger Kommandant von Z 19 Hermann Künne
- Kapitän zur See Heinz Peters: von Februar 1945 bis Kriegsende